# El Mas Seguer
El Mas Seguer – miejscowość w Hiszpanii, w Katalonii, w prowincji Girona, w comarce Gironès, w gminie Juià.
Według danych INE z 2005 roku miejscowość zamieszkiwały 82 osoby.